# Distretto di Bouteldja
Il distretto di Bouteldja è un distretto della provincia di El Tarf, in Algeria, con capoluogo Bouteldja.

## Comuni
Il distretto di Bouteldja comprende 3 comuni:
- Bouteldja
- Lac des Oiseaux
- Chefia